# APUS Group
APUS Group (также известная как APUS), основанная в июне 2014 Ли Тао, — IT-компания, специализирующаяся на разработке приложений под Android и информационных сервисов. Компания наиболее известная своим флагманским продуктом, Пользовательской Системой APUS (она же APUS Launcher), пользовательская база которой составляет на сегодняшний день более 250 млн пользователей по всему миру. К концу Сентября 2015, APUS сообщила, что количество пользователей APUS Launcher и других продуктов APUS превысило 510 млн из более чем 200 стран на шести континентах. По словам Ли Тао, основателя и генерального директора APUS, 90 % пользователей являются жителями других стран, помимо Китая.

## Наименование
Название APUS — сокращение от «A Perfect User System» (Идеальная пользовательская система) и произошло от названия семейство птиц отряда стрижеобразные.

## История
Июнь 2014: Ли Тао основал APUS Group в Пекине. В тот же месяц APUS привлекла 100 млн юаней в 1-м раунде финансирования.
Июль 2, 2014: APUS Launcher был выпущен в Google Play и 28 дней спустя пользовательская база APUS достигла 10 миллионов.
Октябрь 22, 2014: APUS сообщила о 50 млн пользователей по всему миру.
Декабрь 1, 2014: APUS опубликовала первый аналитический отчет.
Январь 2015: APUS привлекла 100 млн долларов инвестиций во 2-м раунде, став самым молодой компанией-единорогом (компании, рыночная стоимость которых более 1 млрд долларов) в мире.
Январь 2015: Пользовательская база APUS достигла 100 млн.
Март 2015: APUS достигла 150 млн пользователей и была названа 5-м разработчиком в мире по версии App Annie.
Май 2015: Пользовательская база APUS достигла 300 миллионов.
Май 2015: Выпущен APUS Браузер.
Сентябрь 2015: APUS сообщила, что количество пользователей APUS User System (APUS Launcher) достигло отметки в 250 млн пользователей, а суммарное количество по всем продуктам превысило 510 млн.
Сентябрь 2015: APUS сообщила о долгосрочном сотрудничестве с InMobi и решении выйти на рынок Индии.
Октябрь 2015: APUS сообщила о выходе на Японский и Корейский рынки.